# Bee and PuppyCat
Bee and PuppyCat (Bee e PuppyCat (português europeu) ou Bee e o Gatiorrinho (português brasileiro)) é uma websérie de desenho animado estadunidense, criada e escrita por Natasha Allegri e dirigido por Larry Leichliter. Fred Seibert é o produtor executivo da série, e os produtores são Kevin Kolde e Eric Homan, bem como Allegri (co-produtora).
A série gira em torno de Bee (dublado por Allyn Rachel nos EUA), uma mulher desempregada com seus vinte anos, que de repente encontra uma criatura misteriosa chamada PuppyCat (dublado pelo programa Vocaloid Oliver). Ela adota esse aparente híbrido de gato-cão, e juntos eles vão realizar um serviço de babá intergaláctica para pagar o aluguel mensal dela.
A série é atualmente constituída por um episódio de duas partes, que foi lançado no canal YouTube da Cartoon Hangover, com dois curtas de 5 minutos como parte de Too Cool Cartoons!, bem como um vídeo de 10 minutos que combina as duas partes. Após ganhar popularidade online, a Cartoon Hangover começou seu primeiro projeto Kickstarter para financiar episódios adicionais. O Kickstarter foi iniciado em 15 de outubro de 2013, e atingiu seu objetivo nos EUA de 600 mil dólares em apenas seis dias iniciais. Por fim, eles tinham levantado 872.133 dólares, ganhando nove episódios de seis minutos, da qual o primeiro iria ao ar no verão de 2014. A partir de sua data de financiamento, Bee e PuppyCat se tornou a animação mais bem sucedida Kickstarter na história, o # 4 filme/vídeo Kickstarter (apenas atrás de três projetos baseados em Hollywood), e o n º 1 Kickstarter com base em um vídeo do YouTube.

## Personagens principais
- Bee : É muito impulsiva, muitas vezes age sem pensar, o que a leva a se meter em encrencas. Ela mostra ser muito amável, e não hesitou em trazer PuppyCat para casa quando ele desembarcou pela primeira vez e usou seu dinheiro para comprar comida (é revelado ela ser um robô no episodio 10)
- Deckard : Deckard é o amigo mais próximo de Bee . Ele traz uma lasanha de consolo pra ela  depois que ele ouve que ela perdeu o emprego. Bee, no episódio piloto, fica nervosa perto do Deckard, insinuando que ela tenha uma queda por ele. No entanto, na série que continua a ser vista, isso ainda não ocorre.
- Cass: É irmã de Deckard e divide a casa com ele. Ela e Bee são bem amigas e parecem ter uma relação positiva, embora Cass pense que Bee não cresceu ainda. . Ela afirma acreditar que Bee se sentiria mal impedindo Deckard de seguir seu sonho de ir para escola de culinária.
- PuppyCat: ser que pousou na cabeça de Bee. Os dois estão juntos desde o episódio piloto. Suas personalidades são bem diferentes: Bee é muito alegre e divertida, e Puppycat tenta ser sério e mandão. Isso não afetou a relação deles de forma significativa, pois têm algumas coisas em comum , como assistir Hora do Almoço com Patrick!
- Cardamon : É vizinho de Bee e aparentemente tem um bom relacionamento com ela.